# حسام عايش
حسام عايش، من مواليد 14 أبريل 1995 هو لاعب كرة قدم سوري يلعب في نادي غوتبورغ كجناح أيمن.

## مسيرته في النوادي
بدأ حسام عايش مسيرته المهنية في أكاديمية الجانب السويدي نادي هكن. بعد قضاء موسم على سبيل الإعارة في Varbergs BolS في عام 2014، انضم إلى نادي أوسترسوند في 1 يناير 2015 في انتقال مجاني.
ومع ذلك، في 1 أبريل 2016، انضم مجددًا إلى Varbergs BolS على سبيل الإعارة حتى 1 يوليو 2016، وبعد ذلك استقر في أوسترسوندز. في عام 2017، تمكن عايش من الفوز بأول لقب كبير له، كأس السويد 2017، بعد فوز أوسترسوندز على نادي نورشوبينغ 4-1 في المباراة النهائية، كنتيجة للفوز، تأهل أيضًا إلى دوري أوروبا 2017-18، وهو أول ظهور له في إحدى البطولات الأوروبية. وفي أول ظهور له في الدوري الأوروبي في الجولة التأهيلية الثانية في 13 يوليو 2017 حقق أوسترسوندز فوزًا مفاجئًا بنتيجة 2-0 على العملاق التركي غلطة سراي في ملعب جيمتكرافت أرينا وأقصاه بعد التعادل 1-1 في إسطنبول.
سجل زميل عايش سامان قدوس هدفين في فوز ضد باوك في 24 أغسطس، مما جعلهم يتأهلون إلى دور المجموعات في أول مرة يسعون فيها، بعد خسارة مباراة واحدة فقط في حملتهم، احتلوا المركز الثاني في مجموعة تضم أتليتيك بيلباو وهيرتا برلين، ليصبح أول ناد سويدي يتخطى دور المجموعات في الدوري الأوروبي منذ أن أعاد الاتحاد الأوروبي تسمية كأس الاتحاد الأوروبي إلى الدوري الأوروبي.
خرج أوسترسوند علي يد فريق آرسنال الإنجليزي، بعد خسارة أوسترسوند في مباراة الذهاب 2-0، فازوا على أرسنال في مباراة الإياب على استاد الإمارات بفوزهم 2-1 بعد هدف من عايش وزميله في الفريق كين سيما.
انضم حسام عايش إلى نادي غوتبورغ في عام 2019.

## المسيرة الدولية
ولدت عائش في السويد لأبوين فلسطينيين سوريين، وهو مؤهل لتمثيل فلسطين وسوريا والسويد. في آب 2017 أعلن نيته تمثيل فلسطين. ومع ذلك، تم استدعاؤه للانضمام إلى السويد في 3 ديسمبر 2018 وحصل على لقبه الوحيد، حتى الآن، في 9 يناير 2019 عندما لعب مع السويد في مباراة ودية ضد فنلندا. نظرًا لحقيقة أن لقبه الوحيد (اعتبارًا من أغسطس 2020) جاء في مباراة ودية، فإنه يظل مؤهلاً للعب لسوريا أو فلسطين.
في مطلع العام 2022 أعلن المدير الفني للمنتخب السوري الروماني تيتا فاليريو عن ضم حسام عايش إلى قائمة المنتخب السوري الذي يستعد لمواجهة الإمارات وكوريا الجنوبية في تصفيات كأس العالم 2022، وبتاريخ 21 كانون الثاني 2022 أرسلت الـ FIFA كتاباً إلى الاتحاد السوري لكرة القدم تعلن فيه الموافقة رسمياً بالسماح للاعب حسام عايش بتمثيل المنتخب.

## روابط خارجية
- حسام عايش على فرق كرة القدم الوطنية.كوم